# 제시카 카터
제시카 카터(영어: Jessica Carter, 1997년 10월 27일 ~ )는 잉글랜드의 여자 축구 선수이다. 포지션은 미드필더이며, 현재 잉글랜드 FA 여자 슈퍼리그의 첼시 FC 위민 소속이다.

## 클럽 경력
2004년부터 2013년까지 워릭 주니어 소속으로 활약했으며 2013년 6월에 버밍엄 시티에 입단하면서 FA 여자 슈퍼리그 무대에 데뷔했다. 2018년에는 첼시로 이적했다.

## 국가대표 경력
잉글랜드 여자 U-19, U-20 축구 국가대표팀에서 활약했으며 2017년 11월 28일에 열린 카자흐스탄과의 2019년 FIFA 여자 월드컵 유럽 지역 예선 경기에서 루시 브론즈와 교체 출전하면서 잉글랜드 여자 축구 국가대표팀 선수로 데뷔했다.